# Svět Komenského Fulnek

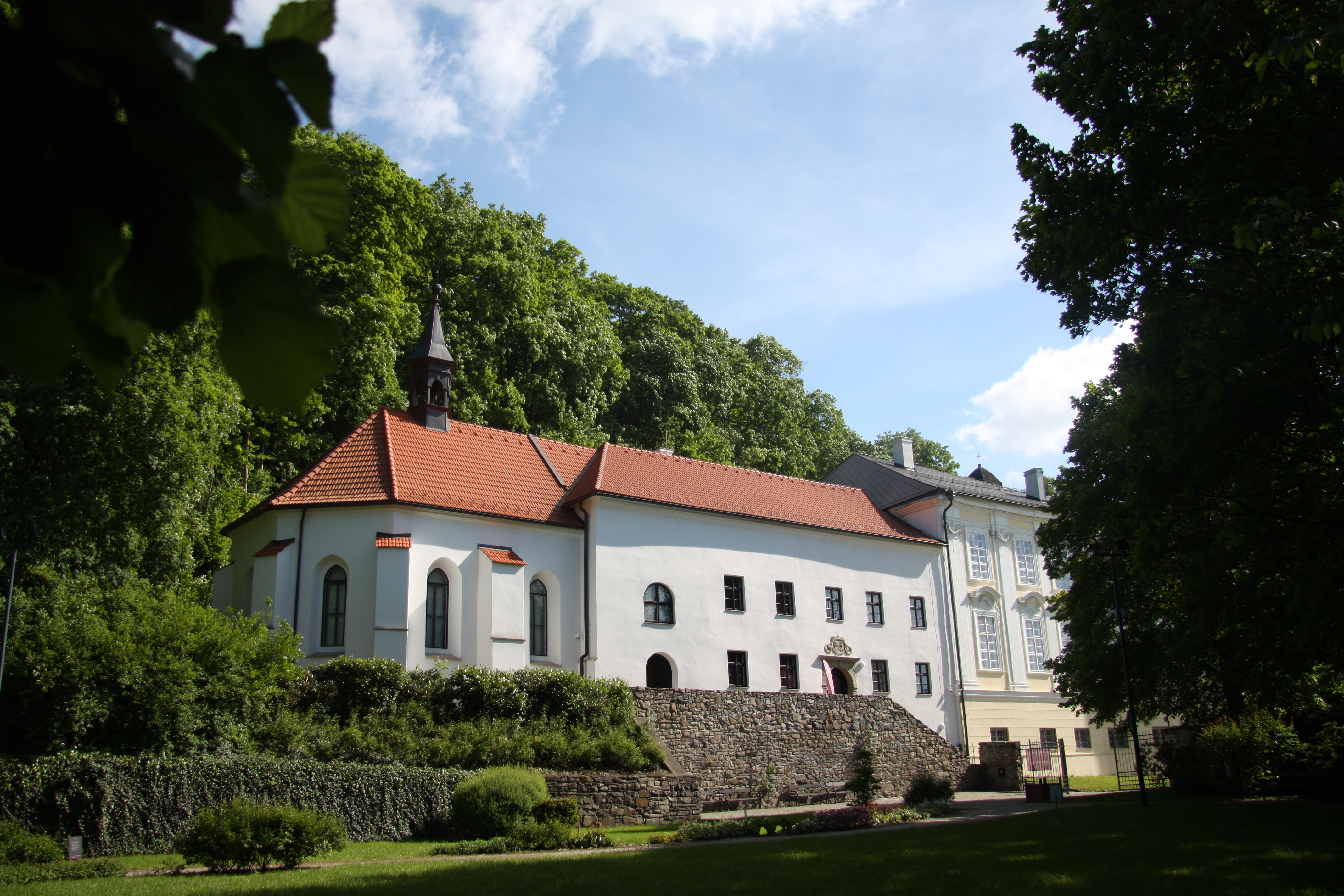
Budova muzea s parkem

Svět Komenského Fulnek (dříve Památník Jana Amose Komenského) je muzeum ve Fulneku věnované Janu Amosi Komenskému, které je pobočkou příspěvkové organizace Muzea Novojičínska s hlavním sídlem v Žerotínském zámku v Novém Jičíně. Objekt muzea tvořený pozdně gotickou kaplí a barokní přístavbou je národní kulturní památkou.
Instituce se zaměřuje na mnohovrstevnatý odkaz a tvůrčí působení osobnosti Jana Amose Komenského ve Fulneku v letech 1618 až 1621, kdy ve městě zastával funkci posledního biskupa a správce sboru protestantské (evangelické) církve Jednoty bratrské. Muzeum ve svém širokém mezioborovém záběru pokrývá nejen fulnecké období Komenského bohatého tvůrčího života, ale také přesahy do dalších etap jeho rozsáhlých pedagogických, literárních a náboženských aktivit. Jedná se o jedinou dochovanou stavbu v České republice, u níž je historicky prokázáno, že v ní Jan Amos Komenský skutečně bydlel a působil.

## Historie objektu

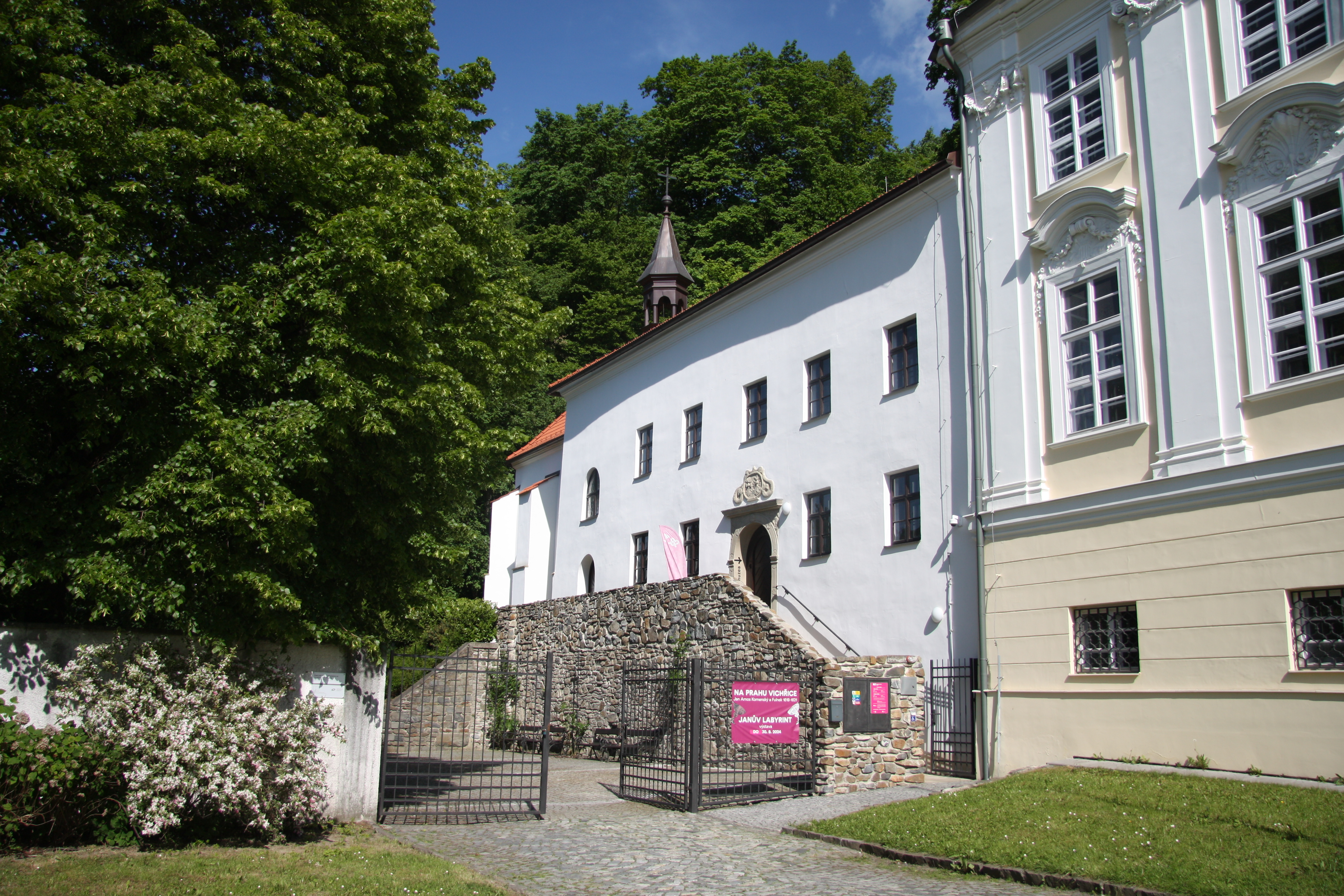
Vstup do budovy muzea

Dějiny budovy současného muzea sahají k historicky zaznamenanému roku 1407, kdy její nejstarší část (pozdně gotická kaple) představovala pravděpodobně součást městského Špitálu všech svatých. Kompletní podoba bratrského domu se nedochovala, protože v první polovině 18. století byla na jeho parcele zahájena výstavba barokního Knurrova měšťanského paláce. Pozdější přístavbou vznikl rozsáhlý architektonický komplex budov, v jejichž stavební návaznosti se prolíná kulturní vývoj od pozdní gotiky až po baroko a klasicismus.

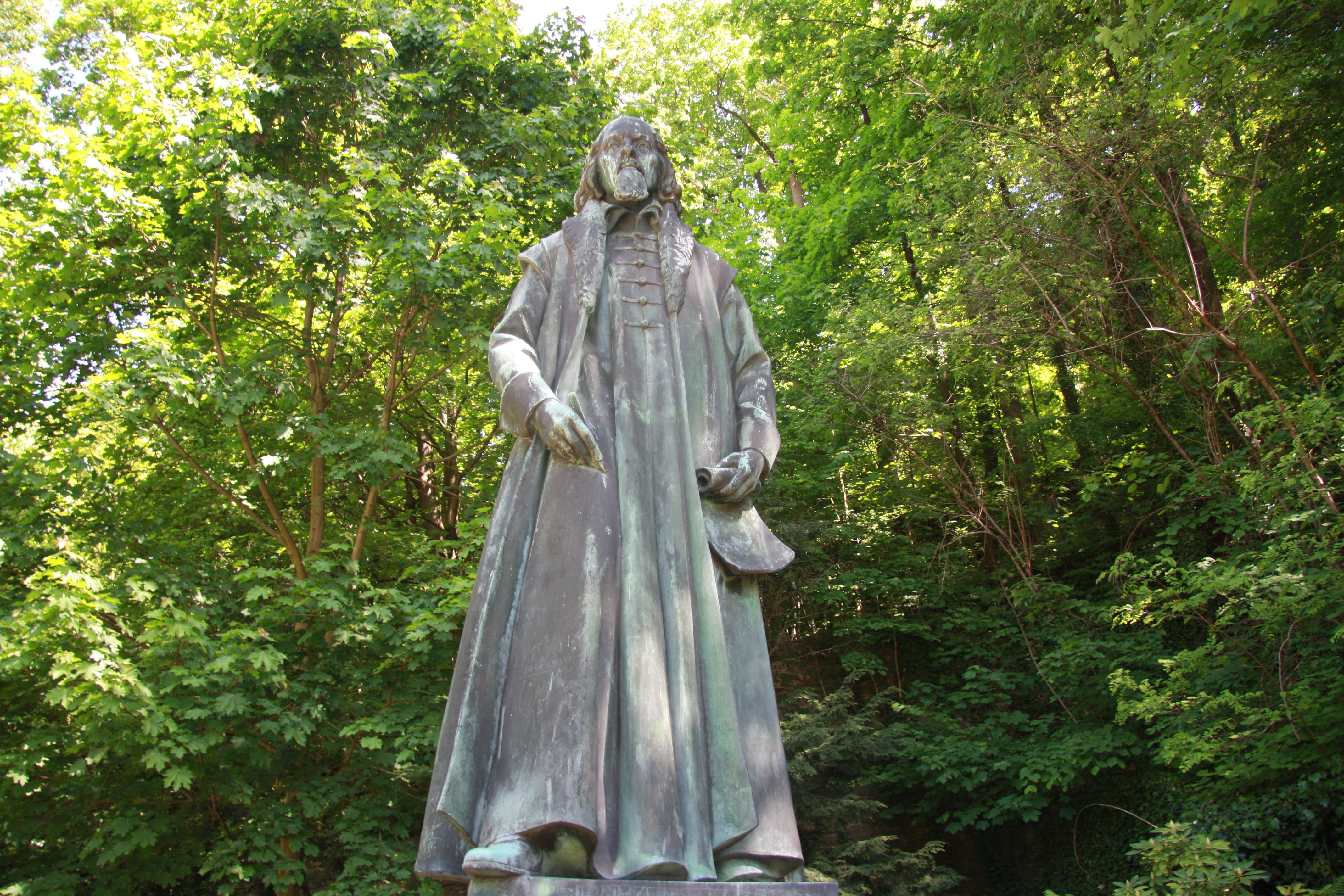
Socha Jana Amose Komenského v parku muzea

Bývalý dům bratrského sboru s kaplí je doložen v listině Baltazara Švajnice z roku 1559. V letech 1614-1618 byl objekt ještě před příchodem Jana Amose Komenského do Fulneku upraven a dostavěn tak, aby vyhovoval záměrům školy a navazoval přímo na modlitebnu. V této podobě existoval dům ještě za Komenského tříletého fulneckého působení v letech 1618-1621, ale po nuceném odchodu Učitele národů z města v důsledku turbulentních a bouřlivých událostí v českých zemích začala stavba procházet dalšími proměnami.

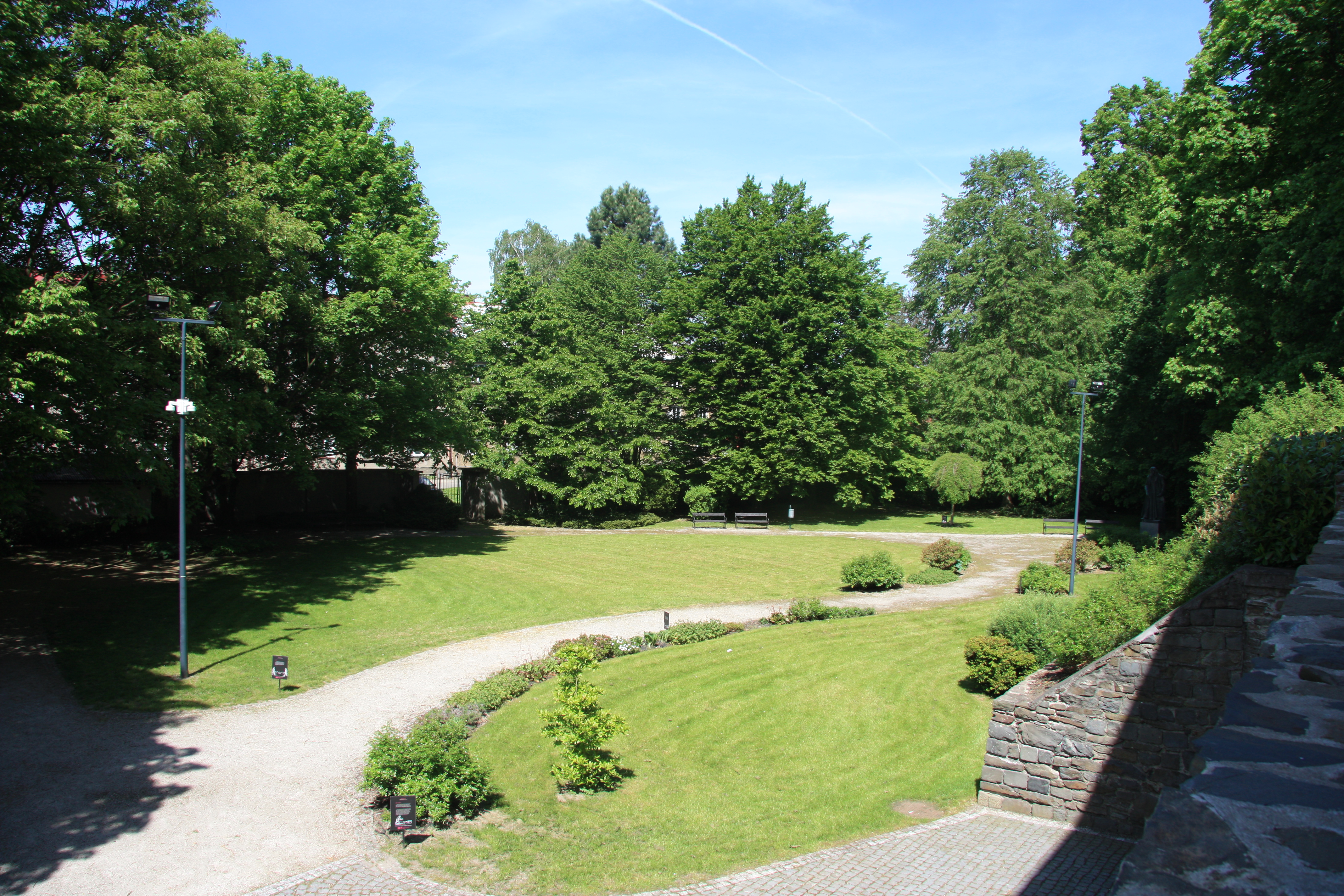
Park u budovy muzea

Nedlouho po odchodu Komenského působil krátce v domě bývalého bratrského sboru v roce 1623 kazatel P. Bonaventura z Kolína, povolaný z kapucínského kláštera v Olomouci do Fulneku na speciální misi, v níž působil jako náboženský reformátor v rámci procesu rekatolizace města. Bonaventura usiloval o přeměnu bývalého bratrského domu s kaplí na katolický kostel sv. Václava, ale jeho plán nenalezl žádnou podporu a nebyl uskutečněn. V průběhu třicetileté války za prosazování nových náboženských poměrů objekt chátral.
K dalšímu nerealizovanému záměru s budovou mělo dojít v roce 1655, kdy chtěl majitel panství Jan Bruntálský z Vrbna vybudovat na jeho místě jízdárnu. V následujících letech sloužil objekt k užitkovým účelům jako sýpka. Výrazné architektonické proměny domu nastaly až v roce 1692, kdy ho zakoupil obchodník Eliáš Knurr, podle jehož rodiny je současný barokní palác pojmenován. Teprve až po jeho smrti realizovala v letech 1705-1706 Knurrova vdova obchodníkův plán vybudovat v budově bývalého bratrského domu špitál.
Ve 20. letech 18. století byl sborový dům, v jehož škole působil poslední biskup protestantské Jednoty bratrské Komenský, zbourán a na jeho parcele postaven dnešní barokní Knurrův palác. Zatímco původní stavba z počátku 18. století byla dvoukřídlá, v polovině 19. století byla přistavěna v klasicistním slohu ještě další dvě křídla. Pozdně gotická kaple s barokní přístavbou dnes funguje jako muzeum a památník Jana Amose Komenského a Knurrův barokně klasicistní palác slouží rozmanitým kulturním a společenským účelům.

## Expozice

### Historie expozic
Objekt současného muzea měl být v roce 1950 původně svěřen českobratrské církvi, ale tento záměr nebyl nakonec uskutečněn. Městský národní výbor ve Fulneku se již počátkem 50. let 20. století začal angažovat ve sbírání předmětů a pamětihodností spojených s Komenského osobností. Výbor nakonec požádal v roce 1953 Památník národního písemnictví v Praze o realizaci putovní výstavy nazvané J. A. Komenský: Učitel národů – bojovník za mír, která byla s doplněnými fulneckými materiály otevřena veřejnosti roku 1954.

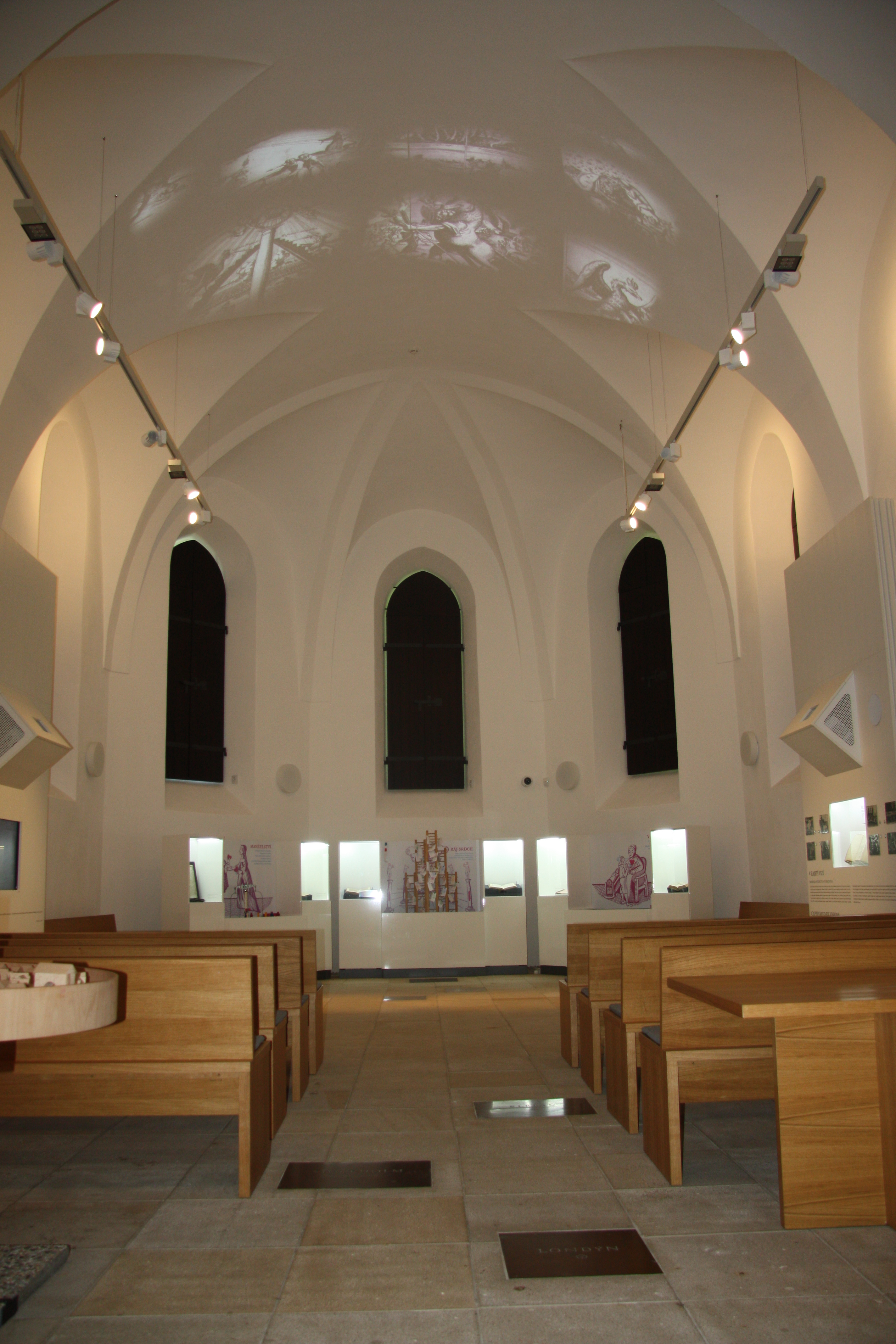
Interiér kaple

V roce 1957 vznikla nová expozice, jejíž výstavní prostory byly z původních pěti místností rozšířeny na celou budovu a měla již komplexnější podobu. V druhé polovině 60. let 20. století byla expozice shledána zastaralou a byla v roce 1967 na základě stejného rozsahu nahrazena novou, přičemž realizátor Výstavnictví v Ostravě vycházel ze stejného libreta. Ještě před provedením této podoby výstavy byla v roce 1966 odstraněna přístavba sakristie kaple nacházející se již dlouhodobě ve zchátralém stavu.
K další proměně expozice došlo v roce 1970, kdy byla zpřístupněna veřejnosti nová rozšířená varianta instalovaná i v prostorech bývalého sboru a kaple. Část výstavy se realizovala rovněž v interiéru dvou místností sousedícího Knurrova paláce. Iniciátorem a zhotovitelem této výstavy bylo Ministerstvo kultury ČSSR, které ve svém pojetí a provedení navázalo na předchozí expozice v Komenského památníku. Obsahová náplň všech expozic měla převážně naučný charakter vztahující se k pedagogické a didaktické povaze Komenského tvorby.
Podobné rysy měla pozdější expozice z počátku 90. let, která navazovala na poznávací náplň předchozích výstav. Vytvořil ji architekt Petr Fuchs a ve výsledné podobě byla otevřena pro veřejnost v roce 1992. Tato výstava byla v památníku návštěvníkům k dispozici až do roku 2018, kdy objekt muzea prošel rozsáhlou rekonstrukcí a byly zahájeny přípravy zcela nové expozice přizpůsobené aktuálním estetickým a technologickým řešením. Celý projekt byl vytvořen i v návaznosti na opravené prostory bývalého sídla bratrského sboru.
Na realizaci jednotlivých expozic i na popularizaci Komenského života a tvorby, včetně naučných, výzkumných a badatelských aktivit, se v průběhu proměn expoziční náplně muzea podíleli mnozí odborníci jako archivář, historik a pedagog Adolf Turek (1911-1998), historik a pedagog Josef Polišenský (1915-2001), literární historik a bohemista Jaroslav Pleskot (1924-2009) nebo historik a archivář Karel Chobot (1948-2022). Prvky a myšlenky rozvinuté v expozicích zahrnovaly rozmanité poznatky regionálního i celostátního výzkumu.

### Současná expozice

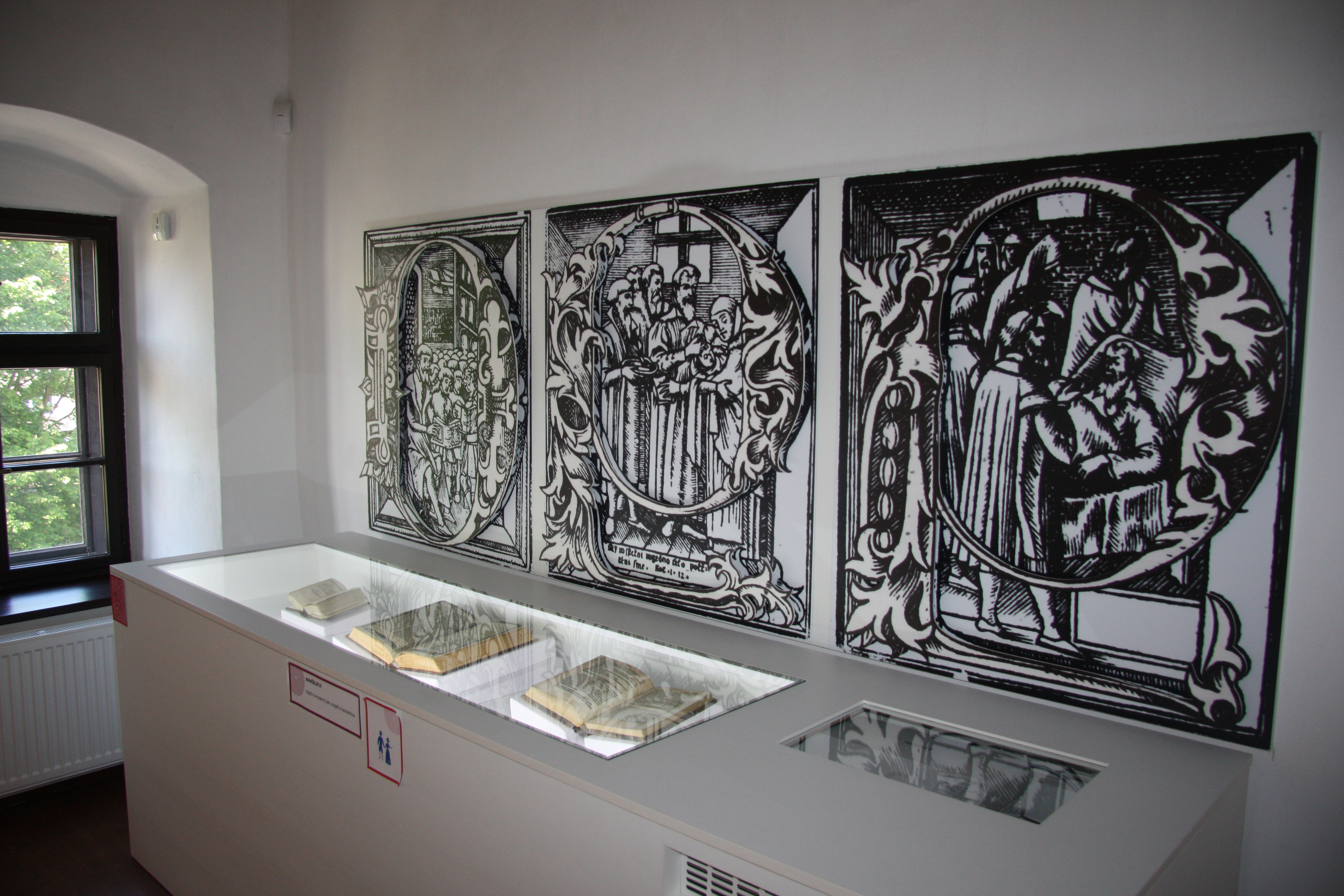
Expozice muzea - Křty, svatby a pohřby

Na poslední současné expozici probíhaly přípravy i historický výzkum již během celkové rekonstrukce domu Jednoty bratrské v letech 2019 a 2020. Výstava Na prahu vichřice, která byla otevřena veřejnosti v roce 2021, svým metaforickým názvem odkazuje na turbulentní a bouřlivé události v českých zemích za působení Jana Amose Komenského ve Fulneku v letech 1618 až 1621, kterými prakticky začíná dlouhá etapa třicetileté války (1618-1648) a konec klidného období života Učitele národů. Výstava zohledňuje jak Komenského tříletý pobyt ve Fulneku, tak v různých souvislostech i předcházející a následující období jeho životní poutě českými a evropskými zeměmi.
Autorem koncepce a scénáře expozice je historik a badatel Zdeněk Orlita a na projektu spolupracovali také archeolog a autor muzejních výstav Aleš Knápek a historik a muzikolog Vladimír Maňas. Současná podoba muzea i jeho expozice jsou pojaty jako interaktivní poznávací cesta skrze historii, kulturu a obraz společnosti v době Komenského života i bohatý literární odkaz této renesančně založené osobnosti. Výstava v putování napříč dějinami 17. století navazuje i na principy labyrintní literatury charakteristické pro baroko.

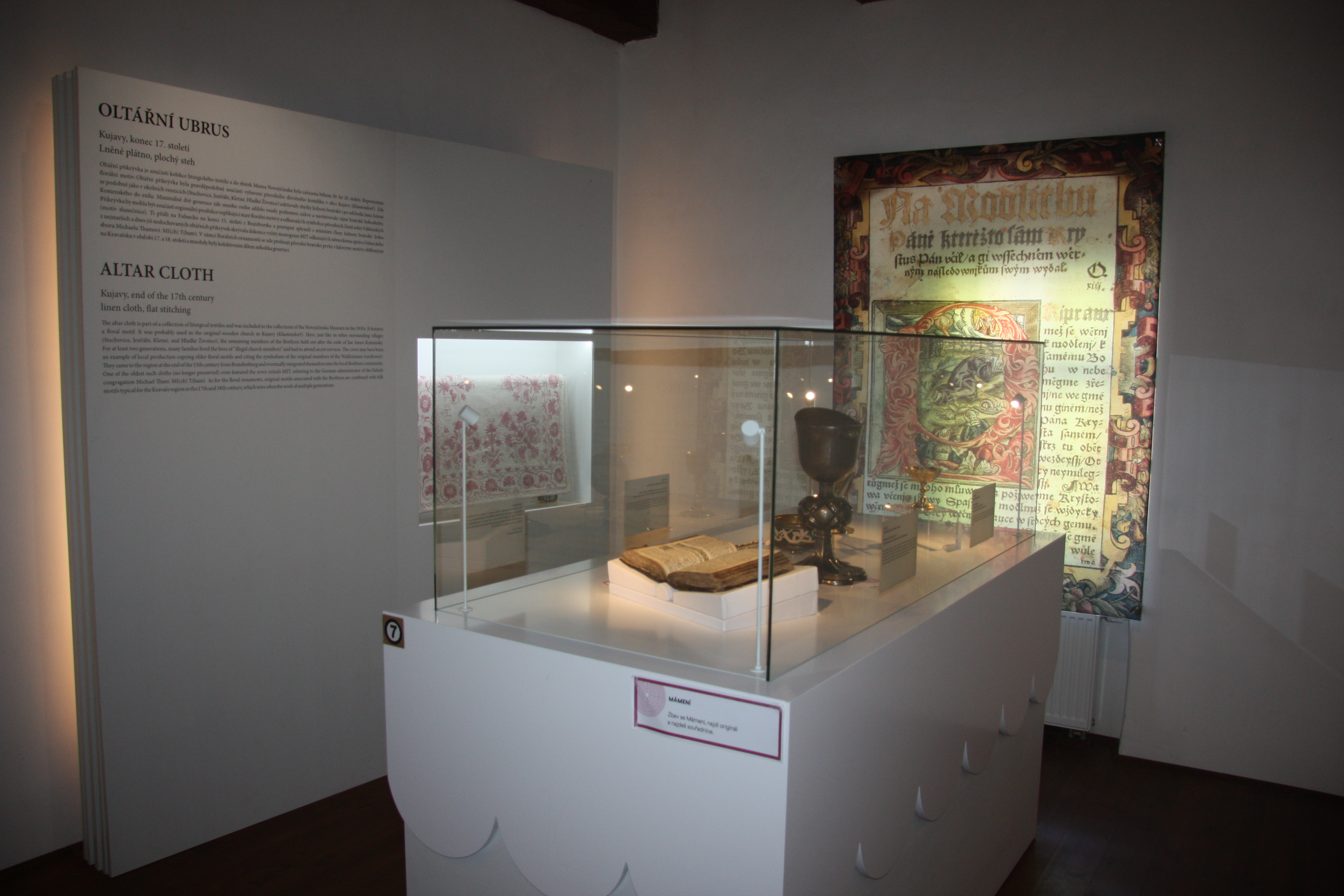
Expozice muzea - Mezi prací a modlitbou

Nejedná se pouze o naučnou a poznávací expozici s historickými fondy a sbírkovými předměty, ale i o interaktivní výstavu zapojující návštěvníky do hravých prvků zakomponovaných do jednotlivých expozičních složek. Podobně jako Komenský pracoval na svém konceptu pansofie (vševědy), tak i výstava rozvíjí v interdisciplinárním pohledu syntézu různých oblastí barokního vidění náboženského, společenského a kulturního života. Výstava následuje Komenského celoživotní práci a ubírá se cestou pansofického uchopení tématu.
Autoři výstavy zahrnuli do projektu rozmanité vyjadřovací prostředky a mediální výstupy od textových panelů a dotekových tabulí s informacemi přes projekce s animovanými barokními motivy až po pěvecké a hudební interpretace kancionálů. Součástí expozice jsou herní prvky pro dětské i dospělé návštěvníky zašifrované přímo ve výstavních panelech, které vybízejí k aktivnímu zapojení do vzdělávací hry i k rozvíjení myšlení a kreativity. V tomto ohledu expozice odkazuje na Komenského model výuky vedený zábavnou formou.
Loď gotické kaple, v níž byl za působení Jednoty bratrské oltář a později od roku 1954 první expozice, dnes slouží k pořádání kulturních akcí, divadelních představení, filmových projekcí, přednášek, workshopů i jiných společenských událostí. Zároveň je expoziční místností s projekčními instalacemi a interaktivními herními prvky. V propojení hravosti a naučného poznávání historie funguje kaple jako Komenského škola hrou, kterou Učitel národů rozvíjel skrze divadlo umožňující dramatizací výuky vzdělávání zbavené školských dogmat.